# Певчева, Елена Борисовна
Еле́на Бори́совна Пе́вчева (род. 24 июля 1974 года, Москва) — российский музыкант, звукорежиссёр, композитор.

## Биография
Елена «Iolly» Певчева родилась и выросла в Москве. Получила музыкальное и педагогическое средне-специальное образование. В 90-х годах как композитор и музыкант участвовала во многих музыкальных коллективах, среди которых: Liza Jeans, Мадам Крюгер, Black Queen/N.EXT (с Владимиром «TGR» Алиминым) и др. С 2002 года в кинематографе. С ноября 2002 по апрель 2005 год была в составе Тампля, где как композитор и аранжировщик, работала над созданием и записью рок-оперы «Жанна д’Арк». С мая 2002 года в качестве композитора сотрудничает с арт-группой Fellowship. С 2005 года играет в проекте Лины Воробьёвой — группе Rosa Alba . В 2009 году окончила СПбГУКиТ (ЛИКИ) (факультет «Экранных Искусств», специальность «Звукорежиссура Кино и ТВ»).

## Фильмография
- 2002 — «Суета вокруг колец: Братство» — звукорежиссёр, композитор
- 2003 — «Суета вокруг колец 2: Башни» — звукорежиссёр, композитор
- 2004 — «Суета вокруг колец возвращается: По-королевски» — звукорежиссёр, композитор
- 2005 — «Третий этаж» — композитор
- 2006 — «Контрольная по чудесам» — композитор
- 2007 — «Просто люди» — композитор
- 2007 — «Своя команда» — ассистент звукорежиссёра
- 2008 — «Мачеха» — звукорежиссёр
- 2008 — «Взрослые игры» — звукорежиссёр
- 2009 — «Ребекка. Премьера 29 марта 2009 года.» (документальный) — режиссёр, звукорежиссёр
- 2010 — «Когда Боги отдыхают» (короткометражный) — ассистент звукорежиссёра
- 2010 — «Театральная рулетка» — ассистент звукорежиссёра, композитор

## Театр
- 2009 — мюзикл «Ребекка» — звукорежиссёр
- 2010 — концертная программа «Время любви» — ассистент звукорежиссёра, музыкант
- 2011 — мюзикл «I Love You, You're Perfect, Now Change» — звукорежиссёр

## Дискография
- 2004 — «Жанна д’Арк» — (студийная версия рок-оперы) — аранжировщик, музыкант
- 2005 — «Суета Вокруг Колец — ОСТ» — (саундтрек к трилогии «Суета вокруг колец») — композитор, аранжировщик, музыкант
- 2006 — «Новый день» — (альбом группы Rosa Alba) — музыкант
- 2007 — «Just People — ОСТ» — (саундтрек к фильму «Просто люди») — композитор, аранжировщик, музыкант